# Ulrike Sennewald
Ulrike Sennewald (ur. 10 maja 1989 w Rostocku) – niemiecka wioślarka.

## Osiągnięcia
- Mistrzostwa Świata Juniorów – Amsterdam 2006 – ósemka – 3. miejsce[1].
- Mistrzostwa Świata Juniorów – Pekin 2007 – dwójka bez sternika – 2. miejsce[1].
- Mistrzostwa Świata U-23 – Brandenburg 2008 – dwójka bez sternika – 4. miejsce[1].
- Mistrzostwa Świata – Poznań 2009 – ósemka – 4. miejsce[1].
- Mistrzostwa Europy – Montemor-o-Velho 2010 – ósemka – 3. miejsce[1].